# Ewangelicki Kościół Unijny na polskim Górnym Śląsku
Ewangelicki Kościół Unijny na polskim Górnym Śląsku (niem. Unierte Evangelische Kirche in Polnisch Oberschlesien) – ewangelicko-unijny związek religijny istniejący w latach 1923-1939 w części Górnego Śląska znajdującej się na terytorium II Rzeczypospolitej. Powstał w oparciu o znajdujące się na tym obszarze dawne parafie Ewangelickiego Kościoła Unii Staropruskiej w Rzeszy Niemieckiej. Miał siedzibę w Katowicach w obiektach dzisiejszej parafii ewangelicko-augsburskiej przy ul. Warszawskiej 18. Jego zwierzchnikiem był w latach 1923-1937 ks. prezydent Herman Voss, a następnie do września 1939 mec. Władysław Michejda.

## Historia

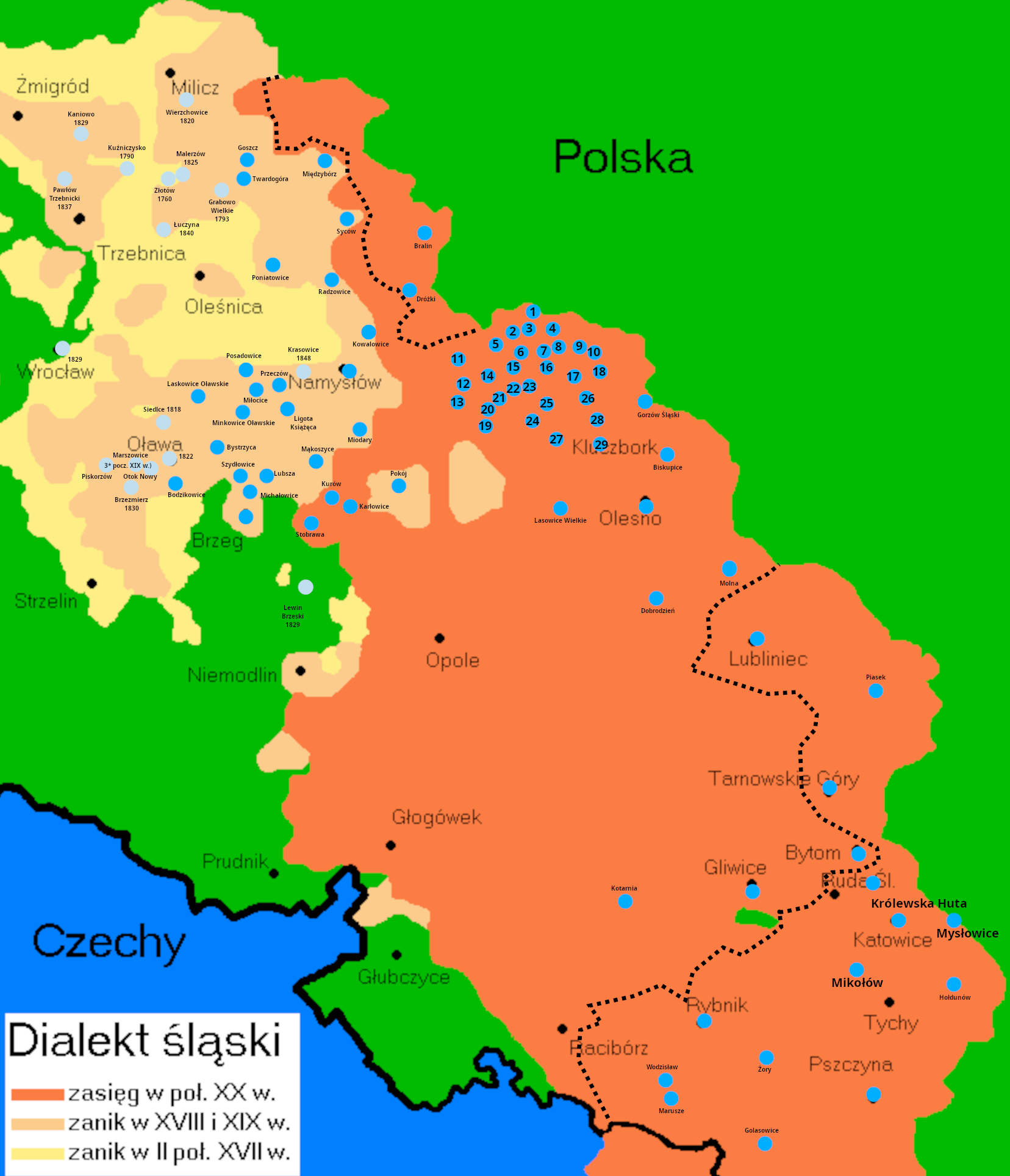
Dwujęzyczne parafie (polsko-niemieckie) na Śląsku w 1867

Podział Górnego Śląska na część niemiecką i polską oraz korzystne postanowienia konwencji górnośląskiej z 15 maja 1922 legły u podstaw podjętej w 1923 przez synod w Pszczynie decyzji o nadaniu strukturom śląskiego Kościoła unijnego w Polsce odrębności organizacyjnej. Tak ukształtowana wspólnota stała się samodzielnym Kościołem i zarazem związkiem religijnym w rozumieniu prawa polskiego. W 1924 rozważano połączenie się z Ewangelickim Kościołem Unijnym w Wielkopolsce i na Pomorzu, na przeszkodzie stanął niejasny jeszcze stosunek wielkopolsko-pomorskiego Kościoła do Państwa Polskiego oraz ewentualność rezygnacji z przywilejów konwencji genewskiej. Nie doszło również do przyłączenia zborów z Bielska, Starego Bielska i Międzyrzecza Górnego, których przedstawiciele wyrażali taką chęć jeszcze w 1922 roku (celem zachowania charakteru niemiecko-ewangelickiego).
Przytłaczającą część wiernych Kościoła tworzyły osoby posiadające niemiecką świadomość narodową. Napływ polskich luteran ze Śląska Cieszyńskiego powodował opór niemieckiej części wspólnoty, która stawiała bariery przed przyjmowaniem Polaków do grona parafian. Akcentowano ewangelicko-unijny charakter Kościoła, choć w istocie miał on profil luterański. Polacy zabiegający o członkostwo w Kościele uciekali się do poparcia władz państwowych, które postrzegały Kościół jako istotny element niemczyzny w województwie śląskim i chciały w nim wzmocnić element polski. Stanowisko władz wojewódzkich popierał zwierzchnik Kościoła Ewangelicko-Augsburskiego w RP biskup Juliusz Bursche. Wysyłał on polskich duchownych by wesprzeć polskich aktywistów, zwłaszcza skupionych w Towarzystwie Polaków Ewangelików. W takim charakterze przybył na Śląsk ks. Alfred Figaszewski.
W 1937 po upływie 15 lat obowiązywania konwencji górnośląskiej (genewskiej) władze polskie mogły dokonać zmian w statusie prawnym związków religijnych. Sejm Śląski uchwalił w tym roku ustawę o tymczasowej organizacji Ewangelickiego Kościoła Unijnego na Polskim Górnym Śląsku. Stała się ona instrumentem zmian kadrowych w Kościele, w tym pozbawienia stanowisk duchownych uznawanych za proniemieckich. Wojewoda śląski Michał Grażyński usunął w 1937 ze stanowiska prezydenta Kościoła ks. Hermana Vossa i urząd ten powierzył adwokatowi Władysławowi Michejdzie. Rozpoczęło się też obsadzanie stanowisk pastorskich duchownymi pochodzącymi z Kościoła Ewangelicko-Augsburskiego, których część działała z nadania władz oświatowych jako nauczyciele religii na terenie województwa śląskiego. W tym trybie działalność w Kościele rozpoczęli m.in. księża Ryszard Danielczyk, Robert Fiszkal i Jerzy Kahané.
Po rozpoczęciu okupacji hitlerowskiej Kościół na powrót został wcielony do Kościoła unijnego w Niemczech. Jego parafie po zakończeniu wojny stały się częścią Kościoła Ewangelicko-Augsburskiego w Polsce.

## Struktura i wierni
Najwyższą władzę posiadał synod Kościoła złożony z reprezentantów duchowieństwa i wiernych świeckich. Kościołem zarządzała Naczelna Rada Kościelna, którą kierował superintendent z tytułem prezydenta Kościoła. Liczbę wiernych w 1924 szacowano na ok. 40 tysięcy osób, następnie liczba ta do 1936 spadła poniżej 30 tysięcy. W większości miejscowości na obszarze działania Kościoła ewangelicy byli w mniejszości, w 1933 jedynie w 4 gminach powiatu pszczyńskiego stanowili oni większość mieszkańców: Golasowice (75,3%), Gać (71,6%), Hołdunów (70,6%), Bzie Dolne (60,6%). Oprócz powyższych ponadprzeciętny odsetek ewangelików zamieszkiwało gminy w powiecie rybnickim (według danych z 1931 roku): Cisówka (34,4%), Marusze (30,4%) i Ruptawa (29,7%).

### Lista parafii
Początkowo Kościół tworzyło 18 parafii. Parafia filialna w Warszowicach usamodzielniła się od Pszczyny po wybudowaniu pastorówki w 1933, natomiast parafia w Lipinach utraciła z czasem samodzielność i została filią Królewskiej Huty). Większość parafii miało charakter luterski, jedynie parafia w Hołdunowie była tradycyjnie od założenia w 1770 kalwińska.
| Parafia                          | Rok założenia       | Liczebność wiernych (1937) | Kościół                                                    | Zdjęcie              |
| -------------------------------- | ------------------- | -------------------------- | ---------------------------------------------------------- | -------------------- |
| Pszczyna                         | 1742 (1764)         | 3150                       | Kościół ewangelicki w Pszczynie                            |                      |
| Tarnowskie Góry                  | 1742 (1764)         | 1023                       | Kościół Zbawiciela w Tarnowskich Górach                    |                      |
| Piasek                           | 1754 (1764)         | 190                        | Kościół Opatrzności Bożej w Piasku                         |                      |
| Golasowice                       | 1765                | 1985                       | Kościół ewangelicko-augsburski w Golasowicach              |                      |
| Wodzisław                        | 1776 (na Maruszach) | 615                        | Kościół ewangelicko-augsburski św. Trójcy w Wodzisławiu    |                      |
| Hołdunów                         | 1770                | 798                        | Kościół ewangelicki w Hołdunowie                           |                      |
| Rybnik                           | ok. 1791            | 1110                       | Kościół Ewangelicko-Augsburski w Rybniku                   |                      |
| Lubliniec                        | ok. 1850            | 160                        | Kościół ewangelicko-augsburski w Lublińcu                  |                      |
| Żory                             | 1851                | 985                        | Kościół ewangelicko-augsburski w Żorach                    |                      |
| Mikołów                          | 1854                | 2030                       | Kościół św. Jana w Mikołowie                               |                      |
| Katowice                         | 1856                | 7100                       | Kościół Zmartwychwstania Pańskiego w Katowicach            |                      |
| Mysłowice                        | 1857                | 1550                       | Kościół Apostołów Piotra i Pawła w Mysłowicach             |                      |
| Królewska Huta (od 1934 Chorzów) | ok. 1876            | 5015                       | Kościół im. ks. Marcina Lutra w Chorzowie                  |                      |
| Siemianowice                     | 1888                | 2510                       | Kościół ewangelicko-augsburski w Siemianowicach            |                      |
| Nowa Wieś (obecnie Wirek)        | 1898                | 1215                       | Kościół Odkupiciela w Rudzie Śląskiej                      |                      |
| Ruptawa                          | 1908                | 996                        | Kościół ewangelicko-augsburski w Jastrzębiu-Zdroju (stary) |                      |
| Szopienice (Rozdzień)            | 1910 (Rozdzień)     | 1250                       | Kościół Zbawiciela w Katowicach-Szopienicach               |                      |
| Świętochłowice                   | 1910                | 2020                       | Kościół im. Jana Chrzciciela w Świętochłowicach            |                      |
| Lipiny                           |                     | 915                        | Kościół ewangelicki w Lipinach                             | na pocztówce (1918)  |
| Warszowice                       | ok. 1933            | 498                        | Kościół ewangelicko-augsburski w Warszowicach (stary)      | na starej fotografii |

## Działalność
Obok typowej działalności w zakresie kultu i katechezy Kościół prowadził szeroką aktywność społeczną i charytatywną (np. przez Verband evangelischer Frauenhilfe in Polnisch-Oberschlesien, kierowane przez dr Elzę Lubowską).